# Abed-Negó
Company del profeta Daniel a la Bíblia. Nom babilònic de l'hebreu Azaries. que vol dir "El Senyor és el meu ajut" Azariah, אזריות (en hebreu)

## Història
Azaries, juntament amb Misael i Ananies foren els tres joves jueus amics del profeta Daniel triats pel rei babilònic Nabucodonosor per fer-los esclaus al seu servei. Els tres joves estaven proveïts de gran intel·ligència, saviesa i bona planta i van ser formats en l'escriptura i llengua dels caldeus. Un cop adquirida aquesta formació, Nabucodonosor va donar a aquests tres joves el càrrec d'administradors de la província de Babilònia Quan aquests joves israelites van refusar d'adorar l'estatua d'or que el rei havia ordenat alçar, se'ls condemnà a morir a la fornal ardent. Segons explica la història, la divinitat va intervenir per a salvar-los de morir cremats i el rei va restituir-los als seus càrrecs.
Aquesta història figura a la Bíblia en el llibre del profeta Daniel. Probablement és una història ficticia, destinada a moralitzar el poble israelita per mantenir-lo en l'adoració a Déu i no tingués tentacions d'adorar a deus estrangers.